# Carlos I, Conde de Hesse-Cassel
Carlos I de Hesse-Cassel (3 de agosto de 1654 - 23 de março de 1730) foi conde de Hesse-Cassel de 1670 até à morte.

## Família
Carlos era o quarto filho do conde Guilherme VI de Hesse-Cassel e da marquesa Edviges Sofia de Brandemburgo. Entre os seus irmãos estava a condessa Carlota Amália de Hesse-Cassel, esposa do rei Cristiano V da Dinamarca, o condeGuilherme VII de Hesse-Cassel e o conde Filipe de Hesse-Philiippsthal. Os seus avós paternos eram o conde Guilherme V de Hesse-Cassel e a condessa Amália Isabel de Hanau-Münzenberg. Os seus avós maternos eram o príncipe-eleitor Jorge Guilherme de Brandemburgo e a condessa Isabel Carlota do Palatinado.

## Biografia
Após a morte prematura do seu pai e irmão mais velho, Carlos tornou-se conde de Hesse-Cassel, mas a sua mãe foi sua regente até 1675. Depois Carlos governou nos cinquenta e cinco anos que se seguiram.
Durante o seu reinado, Cassel recuperou-se mais rapidamente da Guerra dos Trinta Anos do que outras regiões da Alemanha. Construiu um exército considerável que alugou a preços altos durante a Guerra de Sucessão Espanhola.
Após a revogação do Édito de Fontainebleau em 1685, Carlos recebeu vários huguenotes expulsos de França, oferecendo-lhes liberdade de culto, o que levou a que cerca de quatro mil huguenotes se instalassem em Cassel. Também cimentou uma indústria de metal e tinha um grande interesse por arqueologia.

## Casamento e descendência
Carlos casou-se com a sua prima direita, a duquesa Maria Amália da Curlândia no dia 21 de maio de 1673. O casal teve quinze filhos:
1. Guilherme de Hesse-Cassel (29 de Março de 1674 - 25 de Julho de 1676), morreu aos dois anos de idade.
2. Carlos de Hesse-Cassel (24 de Fevereiro de 1675 - 7 de Dezembro de 1677), morreu aos dois anos de idade.
3. Frederico I da Suécia (28 de Abril de 1676 - 5 de Abril de 1751), casado primeiro com a princesa Luísa Doroteia da Prússia; sem descendência. Casado depois com a rainha Ulrica Leonor da Suécia; sem descendência. Teve descendência ilegítima.
4. Cristiano de Hesse-Cassel (2 de Julho de 1677 - 18 de Setembro de 1677), morreu com pouco mais de um mês de idade.
5. Sofia Carlota de Hesse-Cassel (16 de Julho de 1678 - 30 de Maio de 1749), casada com o duque Frederico Guilherme I de Mecklenburg-Schwerin; sem descendência.
6. Natimorto (12 de Junho de 1679)
7. Carlos de Hesse-Cassel (12 de Junho de 1680 - 13 de Novembro de 1702), morreu aos vinte e dois anos de idade; sem descendência.
8. Guilherme VIII de Hesse-Cassel (10 de Março de 1682 - 1 de Fevereiro de 1760), casado com a duquesa Doroteia Guilhermina de Saxe-Zeitz; com descendência.
9. Leopoldo de Hesse-Cassel (30 de Dezembro de 1684 - 10 de Setembro de 1704), morreu aos dezanove anos de idade; sem descendência.
10. Luís de Hesse-Cassel (5 de Setembro de 1686 - 23 de Maio de 1706), morreu aos dezanove anos de idade; sem descendência.
11. Maria Luísa de Hesse-Cassel (7 de Fevereiro de 1688 - 9 de Abril de 1765), casada com João Guilherme Friso, príncipe de Orange; com descendência.
12. Maximiliano de Hesse-Cassel (28 de Maio de 1689 - 8 de Maio de 1753), casado com a condessa Frederica Carlota de Hesse-Darmstadt; com descendência.
13. Filha natimorta (5 de Julho de 1690)
14. Jorge Carlos de Hesse-Cassel (8 de Janeiro de 1691 - 5 de Março de 1755), general prussiano; sem descendência.
15. Leonor de Hesse-Cassel (11 de Janeiro de 1694 - 17 de Dezembro de 1694), morreu aos onze meses de idade.
16. Guilhermina Carlota de Hesse-Cassel (8 de Julho de 1695 - 27 de Novembro de 1722), morreu aos vinte e sete anos de idade; sem descendência.
17. Natimorto (1696)